# NIGHT OF FIRE
NIGHT OF FIRE（ナイト・オブ・ファイヤー）は、アーティスト名「NIKO」名義にてリリースされたユーロビートである。｢NIKO｣は2人おり、一人はジャケットイメージ（スキンヘッド）でもう一人が主に歌う。日本で1997年10月22日にエイベックスから発売された「SUPER EUROBEAT VOL.82」に初めて収録。当初はイタリアのDELTAレーベルからリリースされたが、現在はこの楽曲の制作者であるBratt Sinclaire自身が運営しているレーベルである、SinclaireStyleレーベルが本楽曲に関する権利を所有している。

## 概要
パラパラブーム最大の引き立て役、かつBratt Sinclaire最大のヒット曲である。SUPER EUROBEAT VOL.82発売直後は11曲目に収録されていたこともあり特別大きな反応は無かったが、SMAPの木村拓哉が、自身の番組でNew Generation Remixを使用したことがきっかけで、知名度が急上昇し、第3次ユーロビートブーム及びパラパラブームを引き起こす引き金となり、ブレイクを果たす。
これ以降、SEBの末尾0番台（アニバーサリー盤）をはじめとしたノンストップ盤CDにおいて、必ずと言っていいほど使用される定番曲となった。
アニメ『頭文字D』では、First Stage第23話「雨のダウンヒルバトル」での、レッドサンズ中村賢太（S14シルビア）vs藤原拓海（ハチロク）のバトルBGMとして起用。頭文字D ARCADE STAGEではVer.2と7 AA Xにプレイ時のBGMとして収録されている。
2005年初頭には、本作を使用した長州小力のパラパラ（通称ド真ん中パラパラ）が話題となり、同年8月に発売されたSUPER EUROBEAT VOL.160の付属DVDにその映像が収録された。
本作品のヴォーカリストはMaurizio De Jorio。
実際にCD等に収録されている楽曲の歌い手と、ステージでの歌い手は別人とされている。当初はDELTA専属（当時）のステージパフォーマー兼ヴォーカリストのEdoardo Alrenghiが起用されていたものの、契約締結の際にエイベックス側が楽曲の完成度に不満を示した事から、ヴォーカリストを変更して録り直したのが理由である。Maurizio De Jorioはステージパフォーマーとしての契約は交わしていないため、2000年に日本で開催されたイベント「avex summer paradise 2000」にはEdoardo AlrenghiがNIKOとして参加した。

## 12インチレコード版
1999年リリース、カタログナンバーはDELTA1049。収録内容は以下に記載。
- A面：Extended Mix
- B面1：Bonus Track
- B面2：F.M.Version
- B面3：Playback Version

## 日本語カバー版
- dream
  - シングル「NIGHT OF FIRE」
  - 2000年9月20日リリース
  - 日本語詞：松室麻衣
- I Love You! Project
  - 2004年8月25日リリース
  - 日本語詞：松室麻衣
- HINOIチーム with コリッキー
  - 2005年12月14日リリース
  - HINOIチーム・長州小力のそれぞれソロバージョンも収録（長州小力版は原詞歌唱）
  - 日本語詞：松井五郎
- 森永真由美 feat. 浜田ブリトニー
  - 2008年10月15日リリース
  - 「EXIT TRANCE PRESENTS パギャル！トランス Produced by 浜田ブリトニー」に収録
  - 日本語詞：松井五郎
- eggオールスターズ
  - デジタルシングル「令和 NIGHT OF FIRE ～渋谷大スコファイヤー～」
  - 2019年8月21日リリース（配信限定）
  - アカペラバージョンも収録
  - 日本語詞の作詞者は未公表だが、他の日本語詞3バージョンとは異なる日本語詞
- 皇烈生（CV：谷山紀章）
  - 2020年10月7日リリース
  - 新音楽エンターテイメント「パラホス」楽曲。
  - 補作詞：山本メーコ　編曲：彦田元気
- LOKI.（CV：森久保祥太郎）
  - 2021年3月24日リリース
  - 新音楽エンターテイメント「パラホス」楽曲。
  - 補作詞：山本メーコ　編曲：彦田元気

## 派生版
- NIGHT OF FIRE (FOR CHRISTMAS MIX)
- NIGHT OF FIRE (HYPER MIX)
- NIGHT OF FIRE (NEW GENERATION MIX)
- NIGHT OF FIRE 2004
- NIGHT OF FIRE (Y&Co. Remix)
- Komb - NIGHT OF FIRE[4]

## BGMとして起用されたゲーム
- 頭文字D Arcade Stage Ver.2、Special Stage、7 AAX。
- ParaParaParadise
- beatmania IIDX - 6th styleに本楽曲が収録された。

- Dancing Stage featuring Disney's Rave[5]
- 太鼓の達人12 ドーン！と増量版
- ステッピングセレクション
- Dance Evolution
- maimai

## BGMとして起用されたTVCM
- パイオニア「ハイビジョンレコーダー スグレコ」（2005年）

## 収録されたCD
2018年9月26日に発売された「SUPER EUROBEAT VOL.250」他、多数。
なお、初出の1997年10月22日発売の「SUPER EUROBEAT VOL.82」以降、CDではノンストップやEDIT版（曲が短く編集された状態。SEB VOL.82や、「頭文字D」のアルバム各種に収録されていたものが、これに該当する）ばかりが収録され、EXTENDED VERSION（曲にカットなどの編集・アレンジがなされておらず、本来の楽曲の全てを聴くことができる、レーベルが制作したオリジナルの状態）ではなかなか収録されなかったが、2007年1月31日に発売された「SUPER EUROBEAT Vol.174」（Disc2）にて、CDでは初めてとなる、EXTENDED VERSIONでの収録が実現した。

## その他
ユーロビートの名曲が、ロックをはじめ、テクノやバラードなどにアレンジされて発表されるケースもある。
この「NIGHT OF FIRE」もハードなギターサウンドを取り入れたハイパーテクノにアレンジされたことがあり、同時期にシリーズとして発売されたコンピレーション・アルバム『SUPER DANCE FREAK VOL.78』に収録されている。
JR東日本硬式野球部が試合（都市対抗野球大会など）に出場した際、応援団が「JRファイヤー」と題し、チャンステーマの応援歌として使用している。